# Nothing Remains the Same
 (novembre 2016).
Si vous disposez d'ouvrages ou d'articles de référence ou si vous connaissez des sites web de qualité traitant du thème abordé ici, merci de compléter l'article en donnant les références utiles à sa vérifiabilité et en les liant à la section « Notes et références ».
Albums de Pain
Rebirth
(1999) Dancing with the Dead
(2005)
Nothing Remains the Same est le troisième album produit par le groupe de metal industriel suédois Pain, sorti en 2002.

## Liste des titres
| No  | Titre                             | Durée |
| --- | --------------------------------- | ----- |
| 1.  | It's Only Them                    | 4:52  |
| 2.  | Shut Your Mouth                   | 3:13  |
| 3.  | Close My Eyes                     | 3:45  |
| 4.  | Just Hate Me                      | 3:55  |
| 5.  | Injected Paradise                 | 5:10  |
| 6.  | Eleanor Rigby (The Beatles Cover) | 3:52  |
| 7.  | Expelled                          | 3:43  |
| 8.  | Pull Me Under                     | 4:16  |
| 9.  | Save Me                           | 3:37  |
| 10. | The Game                          | 4:06  |
| 11. | Fade Away                         | 4:58  |